# 도솔천
도솔천(兜率天, Tuṣita)은 고대인도(불교)의 세계관에서 천상(天上)의 욕계(慾界)중 네 번째 하늘나라로, (天上4,000년=人間世 584,000,000년)의 머무름의 기간을 갖는다.

## 본문
도솔천은 수미산(須彌山, Sumeru mountain) 정상에서 12만 유순(由旬, 고대 인도의 거리 단위, yojana) 떨어진 곳에 위치하고 있다. 도솔천은 내원(內院)과 외원(外院)으로 나뉜다. 내원은 내원궁(內院宮)이라고도 하며, 석가모니가 남섬부주(南贍部洲, 인간세계)에 내려오기 전에 머물던 곳으로, 현재는 미륵보살이 지상에 내려갈 때를 기다리며 머무르고 있는 곳이다. 외원은 여러 천인(天人)들이 모여 행복과 쾌락을 누리는 곳이다. 덕업을 쌓고 불심이 깊은 사람만이 죽어서 도솔천에 다시 태어날 수 있다고 하며 때로는 문학에서 정신적 이상향으로 간주되기도 한다.